# 윤재훈
윤재훈(1973년 12월 25일 ~ )은 대한민국의 전직 축구 선수이다. 현역 시절 포지션은 수비수였다.